# يلغافا
يلغافا (بالإنجليزية: Jelgava)‏ هي مدينة تقع في وسط لاتفيا. يقدر عدد سكانها بـ 62,800 نسمة ومساحتها 60 كم2 .

## المدن التوأمة
مدن رويل-مالميزون، بارنو، شياولياي، فايله، ألكامو، بارانافيتشي، Hällefors، موسكو، ايفانو-فرانكيفسك، Nacka، ماغادان، بياويستوك وNova Odessa هي مدن توأمة لـجيلغافا.

## أعلام
- يوهان هينريتش باومان
- كاثرين أمريكا
- غانتارس ديمانس
- باول أينهورن
- كارل فريدريك شميد
- إرنست رودلف فون تراوتفيتر